# Gornja Sokolovica
Gornja Sokolovica (en serbe cyrillique : Горња Соколовица) est un village de Serbie situé dans la municipalité de Knjaževac, district de Zaječar. Au recensement de 2011, il comptait 17 habitants.

## Démographie
| 1948 | 1953 | 1961 | 1971 | 1981 | 1991 | 2002 | 2011 |
| ---- | ---- | ---- | ---- | ---- | ---- | ---- | ---- |
| 236  | 233  | 189  | 161  | 83   | 74   | 41   | 17   |

|  |